# KWrite

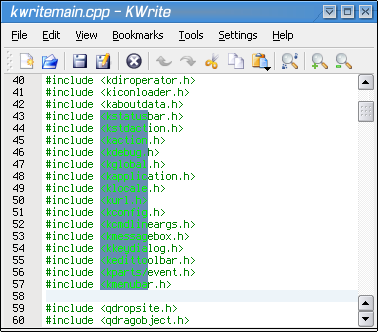
Képernyőmentés a blokk kiválasztási mód illusztrálására

A KWrite egy pehelysúlyú szöveges editor a KDE szoftver összeállításhoz.

## Funkciók
- Exportálni tud a következő formátumokban: HTML, PDF, Postscript
- Blokk kiválasztási mód (lásd a képernyőmentést)
- Forráskód megjelenítése esetén metódus törzs becsukás
- Könyvjelzők
- Szintaxis kiemelés kódszó színezéssel
- Karakterkódolás kiválasztás
- sorvége mód kiválasztás (Unix, Windows, Macintosh)
- Szavak kiegészítése

## KParts technológia
A K Desktop Environment 2-ban, a KWrite még nem használta a KParts technológiát, melynek segítségével egy alkalmazás beágyazható egy másika. Később a KWrite-ot újraírták az említett technológia felhasználásával. Jelenleg a KWrite-ba van ágyazva a Kate egy egyszerűsített változata. A KWrite innen örökölte pl. a szintaxis kiemelés kódszó színezéssel funkciót, az opcionális Vim beviteli metódust.

## Fordítás
Ez a szócikk részben vagy egészben  a   Kwrite című angol Wikipédia-szócikk ezen változatának fordításán alapul.  Az eredeti cikk szerkesztőit annak laptörténete sorolja fel. Ez a jelzés csupán a megfogalmazás eredetét és a szerzői jogokat jelzi, nem szolgál a cikkben szereplő információk forrásmegjelöléseként.